# Wonderland
〈Wonderland〉是日本音樂組合B'z的主唱稻葉浩志的歌曲。於2004年7月14日作為第3張單曲由VERMILLION RECORDS發行。

## 概要
在休止了作為B'z的活動，各自進行SOLO活動期間所發行的單曲。
初回限定盤附屬了厚達48頁的『SPECIAL ART & PHOTO BOOK』。

## 收錄曲
1. (4:05)
以繭居族為核心撰寫而成的樂曲[2][3]。稻葉自身在某部受理了「繭居族」的電視特別節目上，看到繭居族患者周遭的人們拼命企圖使其外出的姿態，從而由「那樣的行為無論是對於當事人而言，抑或是對於對方而言，都會成為好處嗎？[原文 1]」這樣一種疑問中所誕生的樂曲。
稻葉起初，似乎是打算將標題訂為「顛倒的世界」（裏返しの世界）。此外，歌詞自數年前起便已存在，當時的標題是「閃閃發光」（ぴかぴか）。
被起用為TBS系『戀愛觀察室!（日语：恋するハニカミ!）』主題曲。
被收錄於第3張專輯『Peace Of Mind』中，本曲是首個被收錄於SOLO原創專輯中的SOLO單曲。
2. （唯有你的聲音撼動了這顆心）(5:11)
在Skysensor（日语：スカイセンサー (ラジオ)）的雜音下揭開序幕的抒情曲。
在本張單曲中唯一未收錄於專輯『Peace Of Mind』，也未在演唱會上演奏的樂曲。
3. (4:31)
雖然被收錄於專輯『Peace Of Mind』中，但藍調口琴的Take成為了不同版本。

## 製作人員
- 稻葉浩志：主唱、全曲作詞・作曲・編曲、吉他（#2）、Skysensor（日语：スカイセンサー (ラジオ)）（#2）、藍調口琴（#3）、原聲吉他（#3）
- 大賀好修：編曲（#1）、滑音管吉他（#1）、原聲吉他（#1）
- 寺地秀行（日语：寺地秀行）：編曲（#2.3）
- Greg Upchurch（英语：Puddle of Mudd）：爵士鼓（#1）
- 山木秀夫（日语：山木秀夫）：爵士鼓（#2）
- Kenny Aronoff（英语：Kenny Aronoff）：爵士鼓（#3）
- 德永曉人：貝斯（#1.2）
- T-Bone Wolk（英语：T-Bone Wolk）：貝斯（#3）
- Stevie Salas（英语：Stevie Salas）：電吉他（#1.3）
- 寺島良一：吉他（#2）
- 小島良喜（日语：小島良喜）：鋼琴（#2）
- 岸本一遥：小提琴（#3）

## 商業搭配
- TBS系『戀愛觀察室!（日语：恋するハニカミ!）』主題曲（2004年7月 - 10月）(#1)

## 收錄專輯
- Peace Of Mind（#1,3）
  - #3是專輯版本

## 腳註

### 出典
1. ↑  . ORICON NEWS. Oricon. 2004  [2020-07-12]. （原始内容存档于2020-01-12）.
2. ↑  . WHAT's IN? tokyo. M-ON! Entertainment. 2016-03-15  [2020-06-07]. （原始内容存档于2021-03-30）.
3. ↑  . music.jpニュース. MTI. 2015-12-19  [2020-06-07]. （原始内容存档于2020-06-07）.